# Heterias exul
Heterias exul là một loài chân đều trong họ Janiridae. Loài này được F. Mueller miêu tả khoa học năm 1892.